# Dekolonizacija Afrike
Dekolonizacija Afrike proces je koji je zahvatio taj kontinent poslije Drugog svjetskog rata. Prije toga cijelom su Afrikom vladali Ujedinjeno Kraljevstvo, Portugal, Francuska i Belgija.
Premda je ideja svjetske dekolonizacije realizirana nakon Drugog svjetskog rata, ona se pojavila mnogo prije. Tako je recimo, britanski parlament već 1935. u Zakonu o upravljanju Indijom predvidio neovisnost toga područja.
Afrička dekolonizacija počela je 1922. neovisnošću Egipta, a završila 1994. slomom apartheida.

## Politička pozadina
Kada su kolonijalne sile pretrpjele šok pobjede i razaranja nakon 1945. godine, one su blagonaklono gledale na afričke kolonije zbog njihove podrške u ratu i doprinosa savezničkoj pobjedi. Željele su i dalje računati na stalnu lojalnost, kao i na afrička prirodna bogatstva u hladnom ratu koja su se upravo koristila protiv Sovjetskog Saveza i njegovih saveznika. Europsko javno mišljenje bilo je uveliko protiv kolonijalizma. UK je vrlo brzo, 1947. godine prihvatilo neovisnost Indije i Pakistana. Francuska i Nizozemska su se u međuvremenu odlučile boriti za opstanak u jugoistočnoj Aziji, ali bez uspjeha. Nizozemski neuspjeh u težnji za ponovnim osvajanjem Indonezije bio je očit 1950. godine, dok je francuska vojska doživjela spektakularni poraz u Indokini kod Dien Bien Phua 1954. Novi raspored svjetskih sila postao je očit, iako je to bilo nagoviješteno još dvadesetih godina 20. st. u Rifskom ratu. Čak i tada europske sile nisu postale svjesne novog poretka. Francuzi su morali ponovno naučiti lekciju u Alžiru tijekom pedesetih godina 20. st., a SAD su to ponovile u Vijetnamu (iako Južni Vijetnam nije bio američka kolonija) tijekom šezdesetih godina.
Gledano iz duge povijesne perspektive europsko osvajanje i dekolonizacija Afrike odigrali su se velikom brzinom. Samo u tri desetljeća od 1880. do 1910. izvršena su glavna osvajanja, a samo su dva desetljeća bila potrebna (1955. – 1975.) kako bi se pobijedio imperijalizam. Mnogi osnovni uzroci osvajanja sada su se preokrenuli. Poslije 1945. godine kolonijski teritorij nije više imao značajnu ulogu u međusobnom europskom suparništvu. Sovjetski Savez i Sjedinjene Američke Države bacili su europske sile u sjenu, a oni nisu imali kolonije u Africi. Ideološko opravdanje kolonijalne vladavine oslabjelo je nestajanjem rasizma i kulturnog šovinizma koji su bili iznimno jaki pokreti krajem 19. st. Više se nije smatralo moralnim činom "civilizirati primitivne narode na drugim kontinentima". Naprotiv, svjetsko javno mišljenje protivilo se držanju kolonija protiv njihove volje. Također, broj afričkih članica UN-a rastao je svake godine.
Ovo su, međutim, bili samo sporedni čimbenici u usporedbi s mijenjanjem ravnoteže vojnih rashoda. Krajem 19. st. poznata korist od afričkih kolonija koju je imala europska sila nije bila tako velika, ali su troškovi osvajanja bili neusporedivo manji. U trećoj četvrtini 20. st. korist od europskih poseda u Africi bila je bolje poznata ali je i dalje bila mala, a troškovi borbe protiv organiziranog osloboditeljskog pokreta bili su veoma veliki. Europska carstva i neeuropska sekundarna carstva imala su golemu prednost od lokalnog monopola na suvremeno naoružanje. Tijekom pedesetih godina 20. st. prednost se promijenila u korist gerilskog ratovanja gdje se i mali broj gerilskih pobunjenika mogao boriti protiv višestruko jače konvencionalne vojske. Primjeri Indonezije, Indokine i Alžira uslijedili su kratko jedan za drugim. Nijedna europska država nije mogla dugo podnositi tolike rashode iako je trebalo dosta vremena kako bi se ta činjenica priznala.

## Oblici i izvori afričkog otpora

### Primarni otpor
Neki oblik afričkog otpora kolonijalnoj vlasti postojao je od samog početka. Taj otpor pružale su pretkolonijalne državne tvorevine i on je uglavnom bio slab i kratkotrajan. Primarni otpor obuhvaćao je i jedan podtip otpora stvaranju države, gdje je vodstvo trebalo izgraditi novu političku strukturu. Očigledni primjeri ovih podtipova su Abdel Kader u Alžiru, ustanak Pobuna Madži-Madži u Tanganjici i, u kasnijem razdoblju, pobune naroda Šona i Ndebele u Rodeziji. Konačna pobjeda u borbi za afričku neovisnost imala je svakako korijene u suvremenom nacionalizmu, obliku političke organizacije preuzetog sa zapada ili prilagođenog drugim neeuropskim zemljama (kao što je Indija) s ciljem preuzeti kolonijalnu državu kao okvir za obnovljeni i neovisni afrički politički život.
Primarni otpor je prestao u većem dijelu Afrike prije Prvog svjetskog rata i suvremeni nacionalizam je počeo bilježiti pobjede tek nakon Drugog svjetskog rata. Jedna neprikladna treća kategorija vladala je u tijeku međuratnog razdoblja, ali je bila toliko raznovrsna da ju je teško nazvati kategorijom. Neku vrstu otpora organizirale su elitne političke stranke kao što su Zapadnoafrički nacionalni kongres ili Afrički nacionalni kongres u Južnoj Africi. Ostale vrste prosvjeda bile su različite: štrajkovi, pobune, vjerski pokreti ili mirni otpor kolonijalnoj vlasti izražen preko tiska ili političkih procesa. I pored velike raznovrsnosti oni se ne mogu svrstati ni u primarni otpor ni u suvremeni nacionalizam.

### Religija kao pokretač otpora
Zajednička religija bila je jedan izvor jedinstva mnogo obuhvatniji od bilo kojeg društvenog okupljanja. Bez sumnje to je jedan od razloga što su najuspješnija nastojanja za stvaranje države — od Abdel Kadera u Alžiru, preko Sanusija do Muhameda Abdelhasana u Somaliji bila zasnovana na religiji s univerzalnim zahtjevima.
Kolonijalni službenici stoga su obraćali veliku pažnju na islam kao na moguću ujedinjujuću silu. U sjevernoj Africi su Francuzi bili posebno aktivni u vjerskoj politici sprječavajući neke vođe, ali pomažući druge koji su se činili naklonjeni europskoj vlasti.
Poziv u ime islama mogao je biti prijetnja i islamskim upravama. Niz vjerskih pobuna u 19. stoljeću u cijelom Sudanu razvidno pokazuje kako religija može ujediniti narod bez obzira na različitost pritužbi i ciljeva. Slični pokreti nisu se pretvorili u opću vjersku pobunu u tijeku kolonijalnog razdoblja, ali pokreti kakvi su bili Hamalija u francuskom Sudanu (kasnije Maliju) i muslimanska bratstva u Egiptu od četrdesetih godina 20. stoljeća osvjetljuju početnu snagu koja je u odgovarajućim uvjetima mogla pretvoriti se u opću pobunu.
Kršćanske sekte, koje su se odvojile od europskih misionara i europske inačice kršćanskog pravovjerja mogle su se okrenuti protiv režima. Baš pred Prvi svjetski rat u Njasalendu (sada Malavi), Elliot Kamwana organizirao je Promatrački pokret po ugledu na američku sektu Jehovinih svjedoka. Kao prvo osnovano društvo, Kamwana je propovijedao o drugom Kristovom dolasku. Pokret se prenio i na druge kolonije. Međutim, dobio je protueuropsku narav kada je Kamwana nagovijestio dugi dolazak za 1914. godinu kada će Kristov dolazak dovesti do odlaska Europljana, kraja oporezivanja i vraćanja afričke samouprave. Uprava Njasalenda je protjerala Kamwanu i pokušala ugušiti njegovu sljedbu, međutim nije uspjela. Promatrački pokret je propovijedao po cijeloj središnjoj Africi i zadržao je jako protueuropsko raspoloženje sve do kraja kolonijalnog razdoblja.
Dalje ka sjeveru, u donjem Kongu, oko 1920. godine drugi kršćanski vođa Simon Kimbangu dobio je prve sljedbenike zbog svoje iscjeliteljske moći. Međutim, 1921. neki njegovi sljedbenici nagovijestili su da će nebeska vrata istrijebiti Europljane. Drugi su tvrdjeli da će se Afroamerikanci vratiti i osloboditi svoju braću i sestre. Belgijske vlasti su osudile Kimbangu na doživotni zatvor, ali je pokret nastavljen uz povremeno iskazivanje protueuropskih osjećaja. Čak su i pravoslavne kršćanske crkve mogle doprinijeti otporu. Godine 1915. svećenik John Chilembwe iz Njasalenda koristio je svoju pastvu kao jezgru otvorene pobune koju je uprava ubrzo ugušila.

### Ženski pokret
Čak je i spol ponekad mogao imati ulogu u okupljanju naroda u prosvjedu protiv kolonijalne vlasti. Najpoznatiji je primjer iz 1929./1930. godine bio je niz pobuna u jugoistočnoj Nigeriji poznatih kao rat žena iz plemena Aba. Mnoge su žene, ako ne i većina sudjelovale. Posebna akcija žena bila je moguća jer je narod Igbo imao posebne organizacije žena. Neke od pritužbi žena bile su protiv Igbo muškaraca, posebno onih koji su prihvatili položaj ovlaštenog poglavice pod kolonijalnom upravom. Žene su osjećale prijetnju kao prema ženskom biću, pogotovo u pogledu njihove plodnosti i opstanka njihove djece. Bile su uvjerene da kolonijalne postrojbe ne će pucati u njih što bi učinile pobunjenim muškarcima. Na taj način žene su se osjetile sigurnim od vrste sile koja je prije dva desetljeća porazila muškarce.
Pokret se oslanjao na pritužbe koje su bile stare koliko i osvajanje, i na jasno sjećanje na masovnu smrtnost u tijeku poslijeratne epidemije gripe 1919. godine. Prodiranje zapadne kulture preko kršćanskih misija ili nametanje ovlaštenih poglavica bili su znaci daljnjeg uznemiravanja. Prve akcije žena uslijedile su 1925. godine kada su skupine žena u znak prosvjeda počele plesati i pjevati pred prebivalištem ovlaštenih poglavica. One su govorile narodu da se vrati starom načinu života, da odbaci zapadni način odijevanja i novac kolonizatora. Neke su obećavale da će odbacivanje zapadne kulture natjerati Britance na povlačenje. Britanci su zatim, 1928. godine prvi put uveli oporezivanje muškaraca. Sljedeće godine počeli su prebrojavati i muškarce i žene radi popisa. Žene su smatrale da to znači da će i one biti oporezovane. Još više ih je uznemiravalo to što je lokalni običaj dopuštao samo popisivanje roblja. U najgorem slučaju to je značilo da su i muškarci i žene robovi. Štoviše, brojenje slobodnih ljudi bilo je izazivanje duhova, iskušavanje ubijati žive kao što su to očito činili u doba epidemije 1919. godine.
Godine 1929. žene su organizirale niz pobuna uništavajući domorodačke sudove koje su Britanci osnovali i pljačkajući lokalne trgovine britanskih poduzeća. Na vrhuncu pobune u jednom mjestu se okupilo 10 000 žena s licima obojenim plavom bojom i štapovima obavijenim papratom u rukama, predstavljajući jedinstvo i opasnost. U ovom slučaju vojnici su pucali i ubili više od pedeset žena. Tada je uprava poduzela neke mejre kako bi ublažila neke od njihovih pritužbi i pokret se ugasio, iako je ostala duboka ogorčenost žena sve do duboko u novo desetljeće.

### Gospodarski pokreti
Zajednički gospodarski interes bio je još jedan razlog za solidarnost i zajedničku akciju. Potrošači su se mogli ujediniti protiv visokih cijena ili niske kvalitete, a proizvođači su mogli to učiniti iz najmanje dva razloga. S jedne strane, vlasnici farmi kakaoa, radnici na farmama i posjednici mogli su se ujediniti protiv niske cijene kakaoa. Nadničari su se mogli ujediniti tražeći više nadnice.
U većem dijelu kolonijalne Afrike industrija je bila nerazvijena i razbacana. Nadničari su bili samo mali dio ukupnog stanovništva tako da je ujedinjena akcija radnika obuhvaćala samo malen broj ljudi. Prosvjedi protiv odmjeravanja cijena imaju širu osnovu, iako je bilo teško da budu podržavani imali su važnu ulogu u razvoju pokreta za neovisnost. Ovi prosvjedi posebno su bili uobičajeni u vremenu visokih uvoznih cijena od 1945. do 1950. i često su imali vid gradskih pobuna, uz pljačku trgovina stranaca i stovarišta trgovačkih kompanija. Neki su bili mnogo obuhvatniji i imali su podršku. U siječnju 1948. Odbor za borbu protiv inflacije na Zlatnoj obali organizirao je potrošače kako ne bi kupovali pamučne tkanine, mesne konzerve, brašno i alkoholna pića gotovo mjesec dana. Kampanja je konačno primorala trgovačke kompanije smanjiti zaradu i istodobno je podržala političke stranke koje su se borile za samoupravu, pomogavši da Kwame Nkrumah bude izabran na položaj predsjednika vlade 1951. godine.
Zajedničku akciju proizvođača bilo je teže organizirati. Najuspješniji primjer u međuratnom razdoblju je također na Zlatnoj obali. Godine 1937. cijena kakaoa bila je vrlo niska, ali su se velike trgovačke kompanije dogovorile podijeliti tržište i time još više smanjiti cijene. Proizvođači su odlučili pod vodstvom tradicionalnih političkih vlasti, uz opću podršku svih ljudi iz regije gdje se proizvodio kakao zadržati cijelu žetvu dok velika poduzeća ne podignu cijenu. Ovaj pokušaj nije donio neku veliku neposrednu dobit, ali je uznemirio kompanije koje su držale monopol.
Aktivnost običnih radničkih sindikata mogla se lakše organizirati jer je bilo obuhvaćeno puno manje ljudi. Afrički sindikati bili su nezakoniti u Južnoj Africi, najviše industrijaliziranijoj regiji. Nakon propasti sindikata industrijskih i komercijalnih radnika Clementsa Cadalie dvadesetih godina 20. stoljeća samo europski sindikati imali su pravo glasa, i oni su bili snažni instrumenti za održavanje rasne diskriminacije u industriji i velikih razlika između nadnica Europljana i Afrikanaca. U Magrebu i Africi pod francuskim nadzorom postojeći sindikati težili su pridružiti se nekoj od postojećih sindikalnih organizacija u Francuskoj. Najraniji veliki štrajk započeli su građevinski i lučki radnici Orana i Alžira u razdoblju od 1927. do 1929. godine. Najznačajniji prosvjedi međuratnog razdoblja izbili su 1936. godine uz rješavanje spora između socijalista i komunista i stvaranje Jedinstvenog fronta u samoj Francuskoj. Tada je ozbiljna sindikalna aktivnost mogla prijeći iz gradova u sela, ne samo u Alžiru već i u Maroku i Tunisu. Tropska Afrika, s druge strane imala je razmjerno malen broj nadničara, ali zajedničko djelovanje u zapadnoafričkim lučkim gradovima postojalo je bar od devedesetih godina 19. stoljeća, a nešto kasnije i u većim istočnoafričkim lukama kao što je Mombasa. Čak i u Rodeziji, radnička akcija 1899. godine izazvala je financijske gubitke rudnika, kojima je veoma loše upravljano, jednostavno zato što su sezonski radnici odbili raditi. Sindikalna aktivnost u Rodeziji između ratova uglavnom je bila beznačajna.
Poslije 1945. godine sindikati su dobili novi značaj, često povezan s političkim strankama pokreta za neovisnost. Nacionalne vođe i sindikati pokazali su težnju razdvojiti se tijekom pedesetih godina 20. stoljeća, djelomično i zbog toga što je pokret za neovisnost sada imao stvarnu snagu izvan gradske radničke klase te nije bio ograničen na ovako uzak krug pristaša. Od vođa za neovisnost samo je Ahmed Sékou Touré iz Gvineje Bisau došao na vlast preko sindikalnog pokreta.

### Etnička pripadnost i nacionalizam
Osjećaj posjedovanja zajedničke kulture i povijesnog iskustva bio je još jedna osnova za djelovanje na putu ka neovisnosti. Europsko shvaćanje nacionalne pripadnosti izraslo je iz sličnih korijena, ali ono što je predstavljeno kao nacionalizam u Africi bilo je drukčije naravi. Elitu s europskim obrazovanjem koja je predvodila prve nacionalne pokrete povezivalo je zajedničko iskustvo kao Afrikanaca, a ne kao pripadnika određene etničke skupine. Panafričko gledište pretvorilo se u nacionalne zahtjeve za bolje postupanje prema svim Afrikancima ili za ispravak posebnih nepravdi. Čak su i nacionalna neovisnost ili potpuna rasna ravnopravnost u državi bili tako daleki ciljevi da su rijetko spominjani prije 1945. godine.

### Promjenivost etničke pripadnosti
Novinarska praksa također nagovještava kako osjećaj Afrikanaca o etničkoj samobitnosti postoji od pamtivijeka, kako su etničke razlike nepromjenjive i kako svakako moraju djelovati u političkom životu. Ustvari, stanovnici Afrike mogu naglo promijeniti svoj nacionalni identitet. Godine 1924. u Zanzibaru 33 944 osobe izjasnile su se kao Svahili prilikom popisa. Samo sedam godina kasnije taj broj je spao na 2 066. Oni su i dalje govorili jezikom svahili, ali više nije bilo u modi koristiti svahili kao stup osobnog identiteta. U prvim godinama vladavine u Kongu Belgijanci su priznavali Bangale kao jedno od velikih plemena duž rijeke Kongo. Godine 1958. belgijski etnografi zaključili su da takvo pleme ne postoji iako je lingala ostao značajan trgovački jezik.

### Manipulacija etničkom pripadnošću
Kolonijalna država često je pokušavala manipulirati ljudima preko njihovih etničkih osjećaja. Od 1948. godine Južnoafrička unija je svjesno pokušala stvoriti domovine za različita plemena u nastojanju ojačati etnički osjećaj i time smanjiti mogućnost jedinstvenog djelovanja Afrikanaca kao Afrikanaca već prije kao pripadnika Kosa ili Zulu. Ovo je slično politici koju je provodio Sovjetski Savez u srednjoj Aziji.
Posredna vladavina u Tropskoj Africi nastojala je postići iste ciljeve i vjerojatno je ojačala lokalnu solidarnost, kao što je osjećaj pripadnosti narodu Ašante, nasuprot lojalnosti Zlatnoj obali. Svakako je to uspjela u Ugandi gdje je narod Ganda dobio i svoju predstavničku skupštinu. Oni su mogli izraziti svoje nezadovoljstvo kada su bila posrijedi njihova drevna gandska prava, ali ne kao uopćeni niz afričkih pritužbi na kolonijalnu državu. U doba neovisnosti uska solidarnost naroda Ganda bila je ozbiljna prjepreka za nacionalno ujedinjenje za veći ugandski protektorat.
U Magrebu su Francuzi pokušali iskoristiti suparništvo jezika na sličan način. Oni su osjećali kako je većina koja govori arapskim jezikom najznačajnija prijetnja njihovoj vlasti, ako bi mogla ujediniti zemlju u cijelosti. U Maroku su se okrenuli prema manjini koja je govorila berberskim jezikom. Godine 1930. francuska uprava izdala je Berberski dahir u sultanovo ime. To je dekret kojim se daje prednost tradicionalnim berberskim zakonima u odnosu na islamski šerijat. Pokazalo se da je to bila pogrešna odluka. Umjesto da okupi Berbere za francusku stvar on je okupio muslimane svih vrsta protiv kolonijalnog režima i doveo do prvog organiziranog okupljanja koje će kasnije dovesti do pokreta za neovisnost.

### Sjedinjavanje i razdvajanje
Neki primjeri sve većeg isticanja etničke pripadnosti bili su neposredna posljedica djelovanja države. Prije kolonijalnog utjecaja narod Kikuju u centralnoj Keniji nije imao neki duboki osjećaj zajedništva, možda zato što su živjeli na odvojenim planinskim zaravnima, imali lokalne povijesne predaje i nisu imali jedinstveni politički sustav. Tada je kolonijalna vlast u njihovoj sredini započela izgradnju Nairobija, dovela mnoge kršćanske misionare i oduzimala mnogo crnačke zemlje kako bi stvorila zaravan bijelaca. Običaj zakletve kojim se potvrđivala njihova suglasnost za jedinstvene akcije bio je njihova najznačajnija zajednička institucija iako nisu imali centraliziranu političku vlast. Kada su konačno reagirali na kolonijalno ugnjetavanje pobunom Mau-Mau 1953. godine zakletva je čuvala jedinstvo, tajnost i disciplinu. Kolonijalno ugnjetavanje probudilo je osjećaj zajedničke pripadnosti narodu Kikuju koji je ojačao zbog novih povezivanja u gradskom okruženju i koji je konačno iskovan u borbi protiv Britanaca.
Međutim, zajednička kultura u svakom slučaju nije bila dovoljna kako bi sama po sebi stvorila etničku solidarnost. Kolonijalno ugnjetavanje moglo je razdvojiti ljude slične po kulturi. To se dogodilo narodu Luba Kasai i Lulula u Belgijskom Kongu. Oni i dalje govore istim jezikom, a kulturne razlike u pretkolonijalnom razdoblju bile su zanemarive. Međutim, u tijeku kolonijalnog doba među njima se razvilo žestoko neprijateljstvo. Prvo, narod Luba Kasai doživio je drastičnije promjene u vremenu trgovine robljem i sekundarnog carstva poslije sredine 19. stoljeća. Pošto su istjerani iz svog prirodnog staništa oni su češće nego pripadnici naroda Lulua odlazili u europske škole, dok je narod Lulua zadržao stari obrazac obrazovanja za poljoprivredu. Stoga su pripadnici naroda Luba Kasai dobivali najbolja mjesta u rudnicima Katange. Oni su postajali uspješniji jer je željeznica prolazila kroz teritorije koje su oni naseljavali tako da su mogli prodavati svoje proizvode. Pedesetih godina javila se nestašica zemlje među narodom Lulua tako da su i oni morali potražiti posao u rudnicima gdje su zatekli pripadnike naroda Luba Kasai kako već drže najbolja mjesta. Narod Lulua reagirao je tako što su 1952. godine formirali etničku udrugu posvećenu unaprjeđenju njihovih mogućnosti. Godine 1959. neprijateljstvo se pretvorilo u strahovitu gradsku gerilsku borbu. Lulue su istjerale pripadnike naroda Luba Kasai iz Lubumbashija. Gospodarsko suparništvo nadjačalo je etničke sličnosti kanalirane solidarnošću koja je stvorena tijekom kolonijalnog razdoblja, a nije naslijeđena iz prošlosti.

### Etnička pripadnost u borbi za neovisnost
S obzirom na značaj narodnosti u europskoj politici, čini se pomalo čudnim da osjećaj etničke pripadnosti među Afrikancima nije bio puno više razvijen. Od prvih pokreta za neovisnost do nedavne prošlosti afrički su narodi tražili neki oblik prevage, bilo u okviru ili van kolonijalnih država, koji će dovesti do statusa neovisnosti. Nacionalni oslobodilački pokret Ašantea na Zlatnoj obali 1954. i 1955. godine nakratko je zaustavio gansku neovisnost. Malo kasnije, stanovništvo Freetowna i njegove okoline, koje govori krio jezikom, tražilo je neovisnost, ne želeći biti u sastavu Sijere Leone. Nedavno je stranka slobode Inkata u Južnoj Africi branila prava naroda Zulu protiv programa multirasne i multietničke države za koju se borio Afrički nacionalni kongres.
Samo je Somalija uspjela ujediniti dvije prethodne kolonije, britansku i talijansku, u zajedničku državu zasnovanu na kulturnom i jezičnom identitetu. Jedinstvo je trajlo izvjesno vrijeme ali se devedesetih godina 20. stoljeća somalski etnički identitet raspao na sastavne dijelove i zamijenile su ga srodnički zasnovane potpodjele somalske nacije. U ostalim dijelovima Afrike granice kolonijalnih država postale su granice neovisnih država koje su ih naslijedile usprkos činjenici da te granice često razdvajaju afričke etničke skupine. Poslije dobivanja neovisnosti neki pokreti za odvajanje postali su stvarna prijetnja jedinstvu određene države. Početkom šezdesetih godina 20. stoljeća Katanga (sad Shaba) prijetila je odvajanjem od Zaira, ali je pokušaj propao. Kasnije je narod Ibo iz istočne Nigerije vodio građanski rat za neovisnost Bijafre kao etničke države, ali i taj pokušaj je propao. Uglavnom islamsko stanovništvo južnog dijela Republike Sudan pokušalo je izboriti svoju neovisnost, ali ni oni nisu uspjeli ostvariti svoj cilj sve do 2011. godine. Jedino je Eritreja uspjela dobiti neovisnost od Etiopije.
Nema općeg objašnjenja za sve ove neuspjehe, ali je svakako značajno da gotovo svaka afrička država ima teškoća s etničkim pokretima za odvajanje i stoga sve države teže ujediniti se protiv takvih izazova. Pokret za neovisnost bio je prije svega nastojanje okončati europsku vlast. Zajednička etnička pripadnost bila je snaga jedinstva do izvjesne mjere. Mogla je biti iskorištena zajedno s narodom Ašante kako bi se stvorila ujedinjena oporba kolonijalizmu, ali je istodobno sama činjenica jedinstva naroda Ašante mogla spriječiti veće jedinstvo stanovništva čitave Zlatne obale protiv Britanaca. Političke vođe u doba neovisnosti su to shvatile i pokušale stišati etnička suparništva koja su mogla oslabiti zajedničku težnju ka neovisnosti.

## Političke stranke i pokreti za neovisnost

### Etničke podjele i političko organiziranje
Iako su etnička, gospodarska i vjerska solidarnost imale svoju ulogu u pokretima za neovisnost stvarne organizacije koje su dovele Afriku do neovisnosti bile su političke stranke organizirane po europskom obrascu. Stranke su često pokušavale umanjiti značaj svojih veza s određenom etničkom skupinom iako su te veze ponekad mogle biti jake. Mnogi Južnoafrikanci povezivali su Afrički nacionalni kongres s narodom Kosa, jer je Nelson Mandela bio podrijetlom iz jedne poznate obitelji Kosa kao i mnoge druge vođe Afričkog nacionalnog kongresa. Bez obzira na to kongres je svim silama pokušavao umanjiti etničke i rasne podjele.
Mora se istaknuti jedna važna politička činjenica da je bilo malo afričkih etničkih skupina koje su imale veliku većinu u okviru kolonijalne države (ili njene nasljednice nakon stjecanja neovisnosti). Da bi došla na vlast uz narodnu volju i izbornu politiku bilo je neophodno da stranku prihvati što je moguće više različitih skupina stanovništva. Isto tako bilo je neophodno da stranka smanji svoje veze s nekom gospodarskom silom kao što je organizirana radna snaga. S druge strane, u stvarnosti, ako ne i u teoriji, politička stranka je mogla iskoristiti etničku pripadnost da bi naglo stvorila veliki broj sljedbenika u seoskim područjima. Tri glavne stranke u Nigeriji neposredno prije i poslije dobivanja neovisnosti bile su zagovornici nigerijske neovisnosti, ali je svaka od njih predstavljala određenu regiju ili jednu od tri glavne jezičke skupine (igbo, joruba i hausa). Kao i sve druge stranke u svijetu stranki može dobiti podršku većine samo ako ima sljedbenike s veoma različitim ciljevima i raznovrsnim potrebama.

### Rano političko organiziranje
Političke stranke postojale su u Africi, kako sjeverno tako i južno od Sahare čak i prije početka glavnih kolonijalnih osvajanja osamdesetih godina 19. stoljeća. One su nastavile postojati i u kolonijalnom razdoblju svuda gdje je predstavnička politika bila dopuštena i one su ponekad mogle djelovati kao važne skupine za vršenje pritiska van službenog političkog života. Političke stranke nastale su u Egiptu pred samo preuzimanje od strane Britanaca 1882. godine, u povlaštenim zajednicama Senegala i u nekim britanskim zapadnoafričkim gradovima s izbornom općinskom upravom. Među aktivnim skupinama koje su vršile pritisak na zakonodavce u Južnoj Africi Afrički nacionalni kongres osnovan je 1919. godine Unija industrijskih i trgovačkih radnika Clementsa Cadaliea bila je aktivna dvadesetih godina 20. stoljeća. Tu je bio i Zapadnoafrički nacionalni kongres, a Generalni kongres diplomata osnovan je u britansko-egipatskom Sudanu 1938. godine.
Do 1940. godine političke stranke, skupine koje su vršile politički pritisak, ili neslužbene organizacije nacionalista postojale su u gotovo svim afričkim kolonijama. Ali gotovo u svim slučajevima članstvo je bilo ograničeno na europski obrazovanu srednju klasu gradskog afričkog stanovništva koja je poznavala ustrojstvo kolonijalne države i shvatila kako je sudjelovanje u radu u okviru same države najbolji način dostizanja neovisnosti i preuzimanja nadzora, bilo silom ili pregovorima. U političkoj klimi prije Drugog svjetskog rata neovisnost se činila toliko dalekom da su se nacionalisti usredotočili na manje ciljeve kao što su veće ovlasti samouprave, ostavljajući pravo na neovisnost negdje u pozadini.
Zatim je došlo do Drugog svjetskog rata koji je u Africi bio katalizator pokreta za neovisnost. On je ponekad doprinosio da držanje očvrsne, ponekad da se promjeni, ali svuda je pooštravana težnja ka daljim socijalnim, gospodarskim i političkim promjenama. Pronalaženje načina usmjerenja i usklađivanja zahtjeva toliko skupina i slojeva u okviru društva bilo je velika poteškoća. Uopćeno rečeno rješenje se nalazilo u proširivanju postojećih malih stranki srednje klase obuhvaćanjem gradskih radnika i seoskih masa.

### Pokreti nakon Drugog svjetskog rata
U pojedinim kolonijama došlo je do tranzicije. Iskustvo Alžira postalo je primjer za cijeli Magreb. U Alžiru je prvi pokušaj stvaranja masovnih stranaka krenuo s Narodnim frontom u Francuskoj koji je prvi put 1937. donio razmjernu izbornu slobodu Alžiru, ali je stvarni proboj uslijedio tek nakon rata. Godine 1946. Masali Hadž udružio se s ostalima da bi stvorili Pokret za pobjedu demokratskih sloboda. Nakon promjena u vodstvu i organizaciji jedna frakcija ovog pokreta postaje Front nacionalnog oslobođenja koji se borio protiv Francuske od 1954. do 1962. godine u ratu za neovisnost i ostao na vlasti dugo poslije dobivanja neovisnosti.
Egipat je svakako imao dugu tradiciju političkog života u kojem se politika postupno širila ka obuhvatnijim sektorima stanovništva, ali su se prve masovne stranke u britansko-egipatskom Sudanu pojavile tek 1943. godine. Jedna od njih stranka Ašik proširila se na široke mase preko neslužbenog povezivanja s vjerskim bratstvom Katmija dok je druga Uma djelovala preko Mahdijevog sina. Ove dvije stranke preuzele su stara suparništva između sudanskih najvažnijih vjerskih bratstava i svaka od njih je predviđala novu vrstu sudanskih odnosa s Britanijom i Egiptom nakon rata.
U drugim krajevima južno od Sahare, prve masovne stranke stvorene su u zapadnoj Africi gdje su elitne stranke igrale vodeću ulogu. Na Zlatnoj obali glavna postnacionalistička stranka bila je Ujedinjeni kongres Zlatne obale, skupina zapadno obrazovane gradske elite i nekih poglavica južne Zlatne obale. Godine 1949. Kwame Nkrumah, mladić koji se vratio sa školovanja u Americi, odvojio se s nekolicinom mlađih članova i osnovao Stranku narodnog kongresa, koja je ubrzo zadobila veliki broj pristaša. U Nigeriji je Namdi Azikive osnovao 1944. godine Nacionalni kongres Nigerije i Kameruna, čiju je osnovu činio narod Igbo, ali s ciljem privući sve Nigerijce. Do početka pedesetih godina nije zadobio većinsku podršku koju je Stranka narodne konvencije uživala na Zlatnoj obali.
U francuskoj zapadnoj Africi razmjerno elitne stranke postale su masovne čak i kasnije. Politička aktivnost bila je moguća u svim dijelovima francuske zapadne Afrike tek nakon 1946. godine i tada se odnosila na predstavljanje u Narodnoj skupštini Francuske u Parizu. Političke stranke koje su se pojavile bile su nazovi-savezi lokalnih stranaka. Afrička demokratska zajednica bila je najjača i najviše rasprostranjena od ova tri rana saveza. Široki narodni pokreti nisu se ravnomjerno pojavljivali na svim teritorijima. Na nekim jedva da su postojali u vrijeme stjecanja neovisnosti, ali je opća pokretna snaga pokreta za neovisnost bila dovoljno jaka kako bi ponijela cijele saveze kao što su francuska zapadna Afrika i francuska ekvatorijalna Afrika usprkos nedovoljnim prethodnim pripremama u kolonijama koje će postati Čad, Niger ili Srednjoafrička Republika.
Masovne stranke su se mnogo sporije razvijale u dijelovima istočne i središnje Afrike, iako je neovisnost Gane 1957. godine dala primjer i poticaj. Stvaranje masovnih stranki počelo je gotovo svuda 1958. godine.
Kasna pojava masovnih stranki i izborne politike bile su od najveće važnosti za sudbinu i neovisnost Afrike. Afrički otpor postoji od početka kolonijalnog razdoblja, ali je politički instrument koji će dovesti veći dio sjeverne i tropske Afrike do neovisnosti stvoren tek na samom kraju. Vrijednost europskog tutorstva ogledala se u kolonijalnoj rječitosti kao pripremi za konačnu neovisnost, ali je to tutorstvo u izbornoj politici bilo prije Drugog svjetskog rata neznatno, a kasnije neravnomjerno. Suprotnosti između Indije i britanskih afričkih kolonija bile su znatne. Britanska Indija krenula je ka ograničenoj samoupravi još 1917. – 1919., bar trideset godina prije britanskih afričkih kolonija. Većina Afrikanaca se prilagodila svjetskoj privredi na način na koji su morali to učiniti. Mnogi su imali prilike upoznati se sa zapadnom kulturom prihvaćajući i njene prednosti i njene mane. Ali, mogućnost provođenja izborne politike po demokratskoj tradiciji bila je doista ograničena sve do pedesetih godina 20. stoljeća. Prije svega, afričke vođe su naučile kako iskoristiti političke organizacije za dobivanje moći. Oni nisu imali mnogo mogućnosti isprobati teži način mirnog predavanja vlasti poslije izbornog poraza. Stoga je taj neuspjeh bio značajan razlog za slabost demokratskih institucija u postkolonijalnoj Africi.

### Političko delovanje u južnoj Africi
Prisustvo doseljenika u južnoj Africi usmjeravalo je afrički nacionalni pokret u nešto drukčijem pravcu, ali on ipak nije bio potpuno različit. I tamo je poslije Drugog svjetskog rata stvoreno dosta militantnije političko ozračje. U tijeku rata Afrički nacionalni kongres i dalje je postojao, ali nije bio djelotvoran. Godine 1944. skupina mladih intelektualaca uključujući Waltera Sisulua, Anthona Lembedea, Olivera Tamboa i Nelsona Mendelu, postaje aktivna i uspjeva da 1949. godine ostvariti nadzor nad ANK. Njihov novi program obuhvaćao je štrajkove, građansku neposlušnost i odbijanje suradnje kako bi natjerali vladu na ukidanje diskriminacijskih zakona. Godine 1952. oni su izabrali Alberta Lutulija za generalnog predsjednika Kongresa. Slična pomicanja ka borbenosti odvijala su se i u Južnoafričkom industrijskom kongresu i Političkoj organizaciji obojenih.
Međutim od 1948. godine oni su djelovali protiv još čvršće uprave bijelaca, Burske nacionalističke stranke. Tijekom pedesetih godina 20. stoljeća ANK je djelovao u sporazumu s druge dvije udruge i često s liberalnim europskim ili multirasnim organizacijama. Oni su započeli niz mirnih kampanja, bez nasilja. Glavna taktika bila je otvoreno suprotstavljanje diskriminacijskim zakonima. Na taj način izazivali su hitanja: u prvoj kampanji 1952. godine uhićeno je 8 000 ljudi, a u drugoj 1955. hitanja su bila još masovnija i uvedeno je još represivnije zakonodavstvo. Ovog puta vlada Nacionalističke stranke uhitila je vodstvo stranke i optužila ih za veleizdaju, ali vlada nije uspjela izboriti izricanje presude protiv optuženih.
Sredinom pedesetih godina 20. stoljeća neki Afrikanci zagovornici nasilnijeg pristupa počeli su sumnjati u djelotvornost multirasnog saveza i zagovarati čisto afrički pokret posvećen oslobođenju afričke većine svim sredstvima, nasilnim ili bilo kojim drugim. Kada zagovornici nasilnih metoda nisu uspjeli preuzeti nadzor nad ANK 1959. godine, oni su se odvojili i osnovali novi Panafrički kongres pod vodstvom Roberta Sobukwea. Godine 1960. PAK je krenuo u kampanju tražeći od velikog broja Afrikanaca izazvati hitanje nenošenjem svoje propusnice pri odlasku u policijsku postaju koju su obvezno morali nositi svi Afrikanci izvan rezervata. U policijskoj postaji u Sharpevilleu blizu Johannesburga policija je otvorila vatru na masu i ubila 69 Afrikanaca koji su prosvjedovali.
Broj ubojstava nije bio tako velik, ali je Šarpvilski pokolj bio dio velikog niza političkih promjena koje su krenule od 1959. godine. On je izazvao prosvjede podrške u cijeloj zemlji. Cijeli svijet je bio uznemiren i iznenađen. Vlada je izvratila donošenjem zakona kojima se ukidaju ANK, PAK pa čak i umjerena multirasna Liberalna stranka. Na unutarnjem planu Južna Afrika je počela ići ka izdvajanju iz Commonwealtha u kojem su se novi neovisni članovi poput Indije protivili južnoafričkoj rasističkoj politici. Godine 1961. Južna Afrika postala je republika. U tijeku nekoliko sljedećih godina Ujedinjeni narodi pokušali su staviti embargo na prodaju oružja Južnoafričkoj Republici i službeno i neuspješno ukinule su mandat Lige naroda kojim je Namibija stavljena pod nadzor Južne Afrike. Onda su povučeni potezi kojima je Južnoafrička Republika izbačena iz svjetske zajednice bez obzira koliko neuspješno, ali je time uništena bilo kakva nada ka otvorenoj ili zakonskoj oporbi u dogledno vrijeme. Obnova afričke oporbe od sredine sedamdesetih i tijekom osamdesetih godina 20. stoljeća pripada povijesti postkolonijalne Afrike.

## Kraj kolonijalne vlasti u Africi

### Neovisnost Egipta
Prvi proboj ka neovisnosti dogodio se na sjeveru, točno tamo gdje su Europljani zadržali bar privid vršenja protektorata nad neeuropskom vladom. Što se toga tiče, Egipat je bio službeno neovisan prije 1914. godine i ponovno 1922. godine, iako je u stvarnosti britanska vladavina trajala od 1882. godine i, u izvjesnim vidovima, nastavila se sve do sredine pedesetih godina 20. st. Trideset godina poslije dobivanja službene neovisnosti UK je sporazumom zadržalo pravo nadzora nad egipatskom obranom, vanjskim i sudanskim poslovima - zajedno s pravom međunarodnog prolaza preko Egipta kroz Sueski kanal. Novinarska fraza za ova produžena prava koja su slijedila period službene kolonizacije je neokolonijalizam ali stvarnost se jedva razlikovala od vrste neslužbenog carstva koje je tako često prethodilo službenom pripajanju.
Usporedba razdoblja od prije 1914. godine i poslije 1922. u Egiptu još su upadljivija. U oba razdoblja postojeće parlamentarne institucije nisu imale uspjeha u svojim odnosima s kraljem koji je zadržao stvarnu moć. A još neuspješniji bili su u odnosu na britansku okupaciju. Prvo nacionalno suprotstavljanje britanskoj okupaciji 1882. godine proveli su vojni časnici koji su podržali puč Urbi-paše i koji su se pokušali vojno oduprijeti usprkos slabostima Egipta. Taj pokušaj je propao, ali je konačno suprotstavljanje Britaniji počelo 1952. godine kada je druga skupina vojnih časnika koju je ovaj put predvodio Gamal Abdel Naser uzela vlast u drugom vojnom udaru kojim je svrgnuta monarhija. Novi parlament je ponovno pregovarao s Britanijom te je tako završena britanska vladavina nad Sudanom, s tim što je Sudan mogao birati između saveza s Egiptom i potpune neovisnosti. Sudan je izabrao neovisnost i 1956. godine postao prva nova neovisna država južno od Sahare. U međuvremenu je drugim okončana britanska vojna nazočnost u zoni Sueskog kanala od 1955. godine, čime je obilježen službeni kraj britanske neslužbene vlasti u Egiptu.

### Neovisnost Etiopije
Etiopija je ponovno dobila neovisnost u slično vrijeme kad i Egipat. Početkom Drugog svjetskog rata britanska mornarica odsjekla je talijansku istočnu Afriku od metropole. Britanska vojska je 1941. godine počela ulaziti iz Kenije i Sudana, što je dovelo do talijanske predaje i povratka cara Haile Selasije 1942. godine. Ali, Etiopija je ostala neslužbeno britanski protektorat sve do kraja rata, a čak i u prvim poslijeratnim godinama. Konačni koraci ka dekolonizaciji na Rogu Afrike poduzeti su 1949. godine kada su UN stavile talijansku Somaliju pod talijansko tutorstvo za sljedećih deset godina. Istodobno su dale bivšu talijansku koloniju Eritreju carevini Etiopiji počev od 1952. godine. Time je završena dekolonizacija etiopskih planinskih područja što se Europe tiče ali je to tek bio početak duge i produžene borbe za neovisnost Eritreje od Etiopije.

### Neovisnost Libije
Libija je bila još jedna bivša talijanska kolonija koju su osvojili saveznici u tijeku Drugog svjetskog rata. Nakon rata Saveznici su razmatrali tri mogućnosti: vratiti ju Italiji pod nekim vidom tutorstva, zadržati ju pod vlastitim nadzorom ili predati ju pod lokalnu upravu odgovarajućeg značaja kao što je etiopski car u Etiopiji. Ona je izabrala monarha Muhameda Idriza al Sanusija, starješinu vjerskog reda Sanusija koji je sudjelovao u borbi protiv talijanskih osvajača. Britanske i neke američke postrojbe ostale su kao okupacijske snage tako da je Libija započela svoju službenu neovisnost s izraženim elementom neokolonijalizma. Ona je imala naftu koja je mogla donijeti bogastvo onima koji njome vladaju. Godine 1969. kapetan Moamer Gadafi organizirao je vojni puč, svrgnuo kralja i sam postao diktator koji je godinama imao značajnu ulogu u afričkoj i bliskoistočnoj politici u postkolonijalnom razdoblju.

### Neovisnost zemalja Magreba
Pokreti za neovisnost u Magrebu počeli su u međuratnim godinama. Najbolje organiziran bio je pokret u Tunisu pod vodstvom Habiba Burgibe, a najslabiji u Maroku. Bez obzira na to, Tunis i Maroko su gotovo istodobno dobili neovisnost uglavnom zbog podrške marokanskog sultana Muhameda V. nacionalnom interesu, s tim što je zadržao moć i ugled svog položaja. Francuske uprave su pokušale razne manevre: poslati kralja u progonstvo za izvjesno vrijeme i potražiti druge saveznike u marokanskom društvu, ali su pokreti na selu produženi i jačali su početkom pedesetih godina 20. stoljeća. Alžirski rat za neovisnost primorao je Francusku 1954. prestati s gubicima u svoja dva protektorata i odobriti samoupravu Tunisu 1955., a neovisnost 1956., kada je Maroko postao neovisan pod Muhamedom V.
Francuzi su imali drukčiji stav prema Alžiru. On je zakonito bio dio Francuske, ne samo protektorat, i u njemu je živio daleko veći broj europskih doseljenika. Prva poslijeratna pobuna izbila je u regiji Konstantin 1945. godine, ali je imala lokalni značaj, trajala kratko i lako je ugušena, pogibijom nekoliko tisuća Alžiraca. Konačni rat započeo je 1954. godine kada su se različiti pokreti za neovisnost ujedinili i osnovali Front nacionalnog oslobođenja Alžira i pozvali na opći ustanak. Vojne operacije bile su skromne u početku, ali nakon 1958. godine Francuzi su morali držati više od pola milijuna vojnika u Alžiru. Kako je vrijeme odmicalo rat je postajao sve nepopularniji u francuskom javnom mnijenju. Pariška vlada postupno je izgubila nadzor nad alžirskim operacijama u korist neslužbenog i efikasnog saveza između francuske vojske i europskih kolonista.
Konačno, 1958. francuska vojska u Alžiru pobunila se protiv Četvrte republike. Osnovana je nova Peta republika, na čelu s energičnim Charlesom de Gaulleom. On, međutim nije bio zadrti imperijalist na kojeg su doseljenici računali. Kao vođa pokreta otpora u Francuskoj Slobodna Francuska za vrijeme Drugog svjetskog rata bio je simbol domoljublja. Stoga je on mogao popustiti tamo gdje drugi nisu imali političku snagu to učiniti. On je postupno, u tijeku nekoliko godina povukao francuske postrojbe iz Alžira iako je prijetila opasnost ponovne vojne pobune. Kada je konačno, 1962. godine došlo do neovisnosti doseljenici i ekstremno vojno rukovodstvo osnovali su tajnu vojnu organizaciju koja je bezuspješno pokušala izvesti posljednji puč. Gotovo svi doseljenici su pobjegli u Francusku bojeći se odmazde zbog svojih posljednjih terorističkih akcija.

### Neovisnost zemalja južno od Sahare
Pokret za neovisnost južno od Sahare kretao se sasvim drukčije od pokreta za nezavisnost u Egiptu i Magrebu. U prvoj fazi od 1951. do 1960. došlo je do općeg mirnog sporazuma o neovisnosti za britansku zapadnu Afriku, Madagaskar, francusku Afriku južno od Sahare i Belgijski Kongo. U drugoj fazi koja se neznatno preklapala i zahvatila početak 1960ih neovisnost su dobile britanska istočna i središnja Afrika, Ruanda i Burundi i tri do tada britanska teritorija u južnoj Africi (Bocvana, Lesoto i Svazi). Tek nakon deset godina u trećoj fazi koja je započela 1974./1975., neovisnost su dobile portugalske kolonije s tim što su Namibija (bivša njemačka jugozapadna Afrika), Južnoafrička Republika i Rodezija (Zimbabve) bile jedini značajni ostaci europske moći.
Zbog brzog i konačnog kraja kolonijalne vladavine sasvim se zaboravlja da ishod nije bio onakav kao što su svi očekivali. Britanija i Francuska koje su bile suglasne da je neophodna kolonijalna reforma iz rata su izišle s drukčijim ciljevima. Britanci su prihvatili ideju preleska kolonija na samoupravu, a zatim i na nezavisnost u okviru Commonwealtha. Nedavni primjeri Indije i Pakistana bili su očiti. Europljani su vjerovali kako će taj proces u afričkim kolonijama biti dug, ali su očekivali da će do njega doći. Međutim, oni su željeli praviti razliku između zapadne Afrike s razmjerno malim brojem doseljenika i ostalih teritorija kao što su Kenija i Rodezija gdje su doseljenici i to samo oni imali politička prava. Teškoće oko namirivanja Europljana i još veće hinduske manjine u Keniji i Tanganjici nagovještavale su kako do neovisnosti može doći tek poslije dugog razdoblja postupne pripreme i obilja nagodbi.
U Francuskoj neovisnost nije prihvaćena tako spremno. Poslijeratno razdoblje obnovilo je preobraćeničke ideje 19. stoljeća i nadu kako će se francuske kolonije ubrzo izjednačiti s Francuskom i stvoriti širu francusku uniju (kasnije nazvanu Francuska zajednica), sličnu Commonwealthu i s mnogo službenijim vezama. Stoga su novi politički ustavi donijeti 1946. za Afriku počeli s otklanjanjem zloporaba prošlosti kao što su prisilni rad i neki oblici pravne nejednakosti. Oni su osnovali nova parlamentarna tijela kao začetak zakonodavstva na Madagaskaru i u svakoj od kolonija koje su bile u sastavu dva velika saveza Francuske zapadne Afrike i Francuske ekvatorijalne Afrike.
Međutim, najupečatljiviji napredak bilo je proširenje afričkog predstavljanja u Narodnoj skupštini Francuske. U Parizu je bilo samo nekoliko desetaka predstavnika francuskih kolonija, ali je ova skupina afričkih političara dobila osjećaj moći u širokom okruženju. Oni su bili u francuskim vladinim institucijama, pomagali u vođenju politike Francuske i kolonija, ne glasovanjem kao kolonijalni blok već u savezu s nekoliko različitih skupina u francuskom političkom životu. To sudioništvo se isplatilo u vidu veće jednakosti s Francuskom u postupnom proširenju građanskih prava, širenju samouprave na općinskoj razini i drugim posebnim prednostima. To se isplatilo i Francuskoj jer su Afrikanci podržali rat u Indokini i kasnije u Alžiru. Sredinom pedesetih godina mnogi francuski političari osvrtali su se s ponosom na svoje uspjehe u kroćenju snaga nacionalizma koje su dovele do mnogih očitih nemira u političkom životu britanskih kolonija.
Nemiri su bili posebno vidljivi u Nigeriji i na Zlatnoj obali u godinama neposredno poslije rata bilo zbog snažnog lokalnog tiska, gospodarskog nezadovoljstva ili zbog novih masovnih stranaka. Britanci su bili voljni krenuti ka postupnoj neovisnosti kolonija. Postojeća elita seoskih poglavica i zapadno obrazovane vođe u gradu bili su suglasni prihvatiti taj umjereni korak, ali ne i mladi ljudi okupljeni oko CPP na Zlatnoj obali i oko Azikivinog NKNK u Nigeriji. Oni su bili odlučni primijeniti pritisak kako bi skratili to razdoblje, ali i dalje bez otvorene pobune. Britanci su se našli pred izborom ili ubrzati put ka neovisnosti kolonija i povući se bez posljedica ili suočiti se s represijama i ogorčenjem. Oni su odlučili povući se 1951. godine uz simboličnu gestu. Kwame Nkrumah je tada bio u zatvoru kao politički zatvorenik ali je njegova Stranka narodne konvencije pobijedila na izborima na Zlatnoj obali. Guverner mu je dopustio izići iz zatvora i preuzeti svoje mjesto novoizabranog predsjednika vlade. Slijedilo je pripremno razdoblje samouprave i Zlatna obala je 1957. postala neovisna pod novim imenom Gana. Nigerija, Sijera Leone i Gambija postale su neovisne u tijeku narednih nekoliko godina.
U međuvremenu 1956. godine francuska tropska Afrika približila se korak bliže samoupravi u okviru Francuske zajednice izglasavanjem novog ustavnog zakona. On je doveo do raznovrsnih novih reformi na osnovi kojih je svaka kolonija bila neposredno povezana s Francuskom i povećan je broj predstavnika kolonija u Parizu. Međutim, afrički pristanak na samoupravu koja je značila mnogo manje od pune neovisnosti bio je potkopan proglašenjem neovisnosti Maroka i Tunisa 1956. i Gane 1957. i vojnom pobunom koja je dovela generala De Gaullea na vlast 1958. godine. Zajedno sa svojom ponudom Alžiru na samoopredijeljenje, De Gaulle je ponudio tropskoj Africi izbor između trenutne neovisnosti uz trenutni prestanak svake francuske pomoći ili postupni razvoj samouprave u okviru Francuske zajednice. U rujnu 1958. glasači u svakoj koloniji izvršili su izbor na posebnom referendumu na kojem se samo Gvineja odlučila na trenutnu neovisnost, ali očit uspjeh ideje o afro-francuskoj zajednici bio je kratkotrajan.
Godine 1960. pokreti za neovisnost imali su vidljiv uspjeh na britanskim i belgijskim teritorijima u zapadnoj i središnjoj Africi. Tada je i Francuska odlučila ne zadržavati kolonije južno od Sahare. Bivše francuske kolonije su jedna za drugom 1960. i 1961. postajale neovisne uz daljnju pomoć i blagoslov Francuske i njenu nadu kako će lijepa gesta sačuvati dobru volju i stvoriti neslužbenu sferu francuskog neokolonijalnog utjecaja.

### Druga faza: Kongo i istočna Afrika
Druga faza pokreta za neovisnost u istočnoj i srednjoj Africi počela je prosvjedima koji su postali sve glasniji tijekom pedesetih godina 20. stoljeća. Britanija i Belgija su i dalje odbijale ustupke u istočnoj i središnjoj Africi. Prije 1955. belgijska vlada je pokušala spriječiti nalet promjena u Kongu i nije učinila ništa kako bi ga pripremila za neovisnost za koju su drugi smatrali kako mora doći ranije ili kasnije. Izolacija nije uspjela. Prosvjedni pokreti bili su bolje organizirani i postali su nasilniji tijekom 1958. Početkom 1959. postalo je razvidno kako će neovisnost uslijediti uskoro ili će se Belgija suočiti sa skupim ratom po uzoru na onaj u Alžiru. Belgijska vlada je tada unaprijed odredila nadnevak neovisnosti i sredinom šezdesetih godina 20. stoljeća dala neovisnost Kongu. U tijeku sljedeće dve godine slijedile su ga Ruanda i Burundi.
U britanskoj istočnoj Africi nemiri među narodom Kikuju iz Kenije tijekom razdoblja od 1952. do 1956. pretvorili su se u gerilski pokret, da bi prerasli u otvoreni bunt koji su Britanci nazvali Mau-Mau. Oni su ugušili bunt, ali je pobuna ukazala na teškoće s kojim se suočavaju Europljani u prekomorskim zemljama koji su bili neznatna manjina te vladali privredom. Jedno rješenje bilo je odustati i otići kao što su učinili alžirski doseljenici 1962. godine. Drugo rješenje je bilo da Britanija odobri neovisnost na osnovi načela jedan čovjek, jedan glas i da očekuje kako će buduće afričke vlasti pokazati blagonaklonost prema europskoj i hinduskoj manjini. Krajem pedesetih godina britanska politika je pokušala izbjeći oba rješenja i dala je prednost uspostavljanju posebnih uvjeta za zaštitu manjina nakon dobivanja neovisnosti.
Međutim 1960. godine postalo je razvidno kako je pokret za neovisnost snažan i kako bilo kakve ustavne mjere donijete prije dobivanja neovisnosti ne mogu jamčiti što će se dogoditi kada jednom do neovisnosti dođe. Jedan za drugim, tri istočnoafrička teritorija postala su neovisne na osnovi načela jedan čovjek, jedan glas. Njih su slijedili Zambija i Malavi. Godine 1965. europska rodezijska vlada donijela je jednoglasnu odluku o neovisnosti od Britanije kako bi sačuvala rasni monopol svoje moći. Ovoga puta se Britanija suočila s pobunom svojih doseljenika. Ona je odbacila svaku neovisnost Rodezije koja se zasniva na rasnoj neravnopravnosti, ali je odustala od uporabe sile. Rodezijski Europljani ostali su na vlasti sve do 1980. godine.

### Treća faza: portugalske kolonije, Rodezija i JAR
Do 1974. crta dobivanja neovisnosti ustalila se na sjevernim granicama Angole, Mozambika i Rodezije. Portugalci i doseljeničke vlade Rodezije i Južnoafričke Republike nisu htjele povući se bez borbe. Gerilski pokreti počeli su dugu borbu za oslobođenje protiv portugalske vlasti u Gvineji Bisau, Mozambiku i Angoli. Organizacija afričkog jedinstva pokušala je stvarati međunarodni pritisak. Afrički članovi Ujedinjenih naroda pokušali su uvesti sankcije Rodeziji ali SAD nisu podržale ovaj prijedlog, a JAR i Portugal su podržale Rodeziju. Gerilski pokreti su tijekom godina imali sve više uspjeha i 1974. godine dio Gvineje Bisao i veliki dijelovi Mozambika bili su u rukama pobunjenika. Tada se portugalska vojska pobunila u Portugalu, zbacila diktaturu u travnju 1974. i započete su socijalne i gospodarske reforme uključujući i dekolonizaciju. Tako su prije kraja 1975. neovisnost dobile Gvineja Bisao, zatim Mozambik, Zelenortska Republika, Sveti Toma i Princip i konačno Angola.
Rodezijska vlada se našla u neugodnom položaju zbog prebijega Portugala. Još 1934. u Rodeziji je formiran Afrički nacionalni kongres, ali je bio slab i nakon Drugog svjetskog rata.  Godine 1963. on se podijelio na dvije neprijateljske frakcije, Uniju afričkog naroda Zimbabvea i Afričku nacionalnu uniju Zimbabvea, podijeljene iz ideoloških, osobnih i nekih etničkih razloga. Iz svoje baze u Zambiji i Mozambiku obje su počele slati gerilske postrojbe u Rodeziju koje su postajale sve jače od 1975. godine. Europljani u Rodeziji postali su ovisni o pomoći Južnoafričke Republike, ali je i JAR počela sumnjati u mudrost dugoročne podrške vladi koju podržava svega 5% stanovništva i koju ne priznaje nijedna vlada na svijetu. Vlada SAD-a se uplašila da bi rat na rasnoj osnovi u Rodeziji mogao ohrabriti Sovjetski Savez ili Kinu umiješati se i stati na stranu Afrikanaca. Godine 1976. pod pritiskom JAR-a i SAD-a Rodezija je započela pregovore koji će dovesti do neovisnosti 1980. godine.
Neovisnost Angole izvršila je pritisak na JAR posebno u pogledu Namibije koja je još 1919. ustupljena Južnoj Africi kao teritorij pod mandatom Lige naroda. Poslije Drugog svjetskog rata i ona je trebala krenuti putem neovisnosti kao i drugi teritoriji pod skrbništvom, ali JAR se usprotivila. U međuvremenu su Ujedinjeni narodi priznali Organizaciju jugozapadnog afričkog naroda kao jedinog legitimnog predstavnika jugozapadne Afrike i ova organizacija je otpočela gerilsku borbu. Ova borba i međunarodni pritisak primorali su JAR odobriti nezavisnost Namibiji 1989. godine.
Konačni kraj posljednje izravne nadmoći Europljana u Africi dogodio se 1994. godine izbornom pobjedom Afričkog nacionalnog kongresa u Južnoafričkoj Republici.